# Cryphia grisescens
Cryphia grisescens är en fjärilsart som beskrevs av Rothschild 1920. Cryphia grisescens ingår i släktet Cryphia och familjen nattflyn. Inga underarter finns listade i Catalogue of Life.